# Sunset Cafe
Das Sunset Cafe, später  Grand Terrace Cafe war ein Jazzclub im Chicago der 1920er und 1930er Jahre.
Das Sunset Cafe gilt als einer der bedeutendsten amerikanischen Jazzclubs des vergangenen Jahrhunderts. Zudem war er unter den zahlreichen Clubs in Chicago wie dem Apex Club, dem Dreamland, dem Plantation Cafe oder dem Lincoln Gardens einer der wenigen Vergnügungsstätten Chicagos, in denen keine Rassentrennung (Segregation) bestand (Black and tan Club). Hier konnten sich Afro- und Euro-Amerikaner begegnen, ohne Repressionen befürchten zu müssen.
Das Club-Gebäude stand in der 315 E 35th St im Bronzeville-Viertel von Chicago. Das Gebäude, das ursprünglich 1909 als Autogarage gebaut worden war, wurde 1921 in einen Jazzclub umgewandelt und von Edward Fox und Sam Rivas am 3. August dieses Jahres eröffnet. Später war es im Besitz von Joe Glaser, des späteren Managers von Louis Armstrong. Im Sunset Cafe traten zunächst Bands wie die von Arthur Sims, Sammy Stuart oder Carroll Dickerson auf, bald aber auch bedeutendere Musiker der Jazzgeschichte, da Chicago bis 1928 ein Zentrum der Jazzinnovationen war. Afroamerikanische Künstler wie Louis Armstrong, Cab Calloway Johnny Dodds und Earl „Fatha“ Hines traten dort auf; weiße Musiker wie Bix Beiderbecke, Jimmy Dorsey, Benny Goodman oder Gene Krupa jammten mit. Sie nutzten den Club für ihre überregionalen Karrieren. Beispielsweise entstanden Armstrongs erst Einspielungen mit der Hot Five zu der Zeit, als er anfing, im Sunset Cafe zu spielen. 
Unter Louis Armstrong begann auch die Karriere des zwanzigjährigen Cab Calloways; von 1928 an blieb der damals 25 Jahre alte Earl Hines für zwölf Jahre, bis der Club, „kontrolliert“ von Al Capone, 1937 in The Grand Terrace Cafe (oder Grand Terrace Ballroom) umbenannt wurde. Im Club wurden auch anspruchsvolle Revuen aufgeführt, wie die auf Gershwins Rhapsody in Blue aufbauende Rhapsody in Black.
Unter Earl Hines als Bandleader im Sunset Cafe traten dort auch Charlie Parker, Dizzy Gillespie, Sarah Vaughan, Nat King Cole und Billy Eckstine auf, ebenso der Tänzer Bill „Bojangles“ Robinson. Die Auftritte der Hines Band im Grand Terrace Cafe wurden damals im Rundfunk in ganz Amerika gesendet.
1950 schloss der Club für immer. Im Unterschied zum New Yorker Cotton Club, mit dem der Club verglichen wurde und der Jahre später der Stadterneuerung zum Opfer fiel, stehen noch die Außenmauern vom Gebäude des historischen Sunset Cafe/Grand Terrace Cafe. Das Bauwerk diente seitdem anderen Verwendungen, war unter anderem Verwaltungsgebäude, erhielt 1998 den Status eines bedeutsamen Baudenkmals Chicagos und wurde 1998 in die städtische List of Chicago Landmarks aufgenommen. Heute ist dort eine Eisenwarenhandlung, in der aber noch einige Wandbemalungen des Sunset erhalten sind.
Ein weiterer Club namens Sunset Cafe bestand in den 1930er Jahren in Kansas City. Mittlerweile wird der Name auch für Rundfunksendungen (z. B. Jazzsendung im Hochschulradio Aachen) verwendet.